# 小松俊典
小松 俊典（こまつ としのり、1935年〈昭和10年〉3月10日 - 2020年〈令和2年〉12月4日）は、日本の言語学者（英語学・英語教育）。位階は従四位。学位は修士（ポートランド大学・1970年）。静岡県立大学名誉教授、静岡県立大学教職員テニスクラブ名誉会長。
駐日ニュージーランド大使館での勤務を経て、大同工業大学助教授、静岡薬科大学助教授、静岡県立大学国際関係学部教授などを歴任した。

## 概要
英語学や英語教育を専攻する言語学者である。日本における中等教育や高等教育の英作文に対する研究などが知られる。駐日ニュージーランド大使館で勤務した経験を持ち、大同工業大学、静岡薬科大学、静岡県立大学などで教鞭を執った。

## 来歴

### 生い立ち
1935年（昭和10年）3月10日に生まれた。秋田県により設置・運営される秋田県立能代南高等学校に1950年（昭和25年）4月に入学し、1953年（昭和28年）3月に卒業した。1953年（昭和28年）4月、国が設置・運営する東京農工大学に進学し、農学部の林学科にて学んだ。1955年（昭和30年）3月に東京農工大学を中途退学すると、同年4月に青山学院が設置・運営する青山学院大学に入学し、文学部の英米文学科にて学んだ。1960年（昭和35年）3月、青山学院大学を卒業し、文学士の称号を得た。
大学卒業後は、1960年（昭和35年）4月より駐日ニュージーランド大使館にて勤務した。その後、1962年（昭和37年）3月に大使館を退職する。同年4月に国が設置・運営する東京外国語大学に学士入学を果たし、外国語学部の英米科にて学んだ。1964年（昭和39年）3月、東京外国語大学を卒業し、文学士の称号を再び取得した。

### 言語学者として
1964年（昭和39年）4月、大同学園が設置・運営する大同工業大学に採用され、助手として着任した。1965年（昭和40年）4月には専任の講師に昇任した。その後、フルブライト奨学生としてアメリカ合衆国に渡り、1968年（昭和43年）9月よりポートランド大学に入学し、英語専攻にて学んだ。1970年（昭和45年）5月、ポートランド大学の修士課程を修了した。同年5月、大同工業大学にて助教授に昇任した。
1973年（昭和48年）3月に大同工業大学を退職すると、同年4月に静岡県により設置・運営される静岡薬科大学に転じ、助教授として着任した。その後、静岡県は静岡薬科大学を他大学と統合して新たに静岡県立大学を発足させることになった。1987年（昭和62年）4月の創立に際して静岡県立大学で教授に就任した。なお、静岡薬科大学は並行して1990年（平成2年）までは存続したため、静岡薬科大学の教授も同時に兼任していた。学内においては国際関係学部に所属し、学長諮問委員会の委員や創立10周年記念事業実行委員会の総括委員長などを兼務した。2000年（平成12年）3月、静岡県立大学を定年退職した。同年6月16日、静岡県立大学評議会はこれまでの功績に対し名誉教授の称号を授与することを承認した。これを受け、同年7月7日に称号記授与式が執り行われた。
2020年（令和2年）12月4日に死去した。これまでの功績により、同年12月4日に従四位に叙された。

## 研究
専門は言語学であり、特に英語学に関する分野について研究していた。日本の中等教育や高等教育における英作文に対して研究しており、それらに対する批判的な提言を行っていた。また、日本語から英語への翻訳についても研究しており、その問題等について考察していた。
学術団体としては、TESOL、IATEFL、LLA、時事英語学会、大学英語教育学会などに所属していた。また、静岡県中部高等学校英語教育研究会では顧問に就任し、静岡県における英語教育の発展に尽力した。

## 人物
静岡県立大学在職中は教職員テニスクラブに参加していた。静岡県立大学を定年退職したのち、名誉教授の称号を授与されたが、教職員テニスクラブからも名誉会長の称号が授与されている。2005年（平成17年）になってからも名誉会長として入会を呼び掛けている。

## 略歴
- 1935年 - 誕生[2]。
- 1953年 - 秋田県立能代南高等学校卒業[2]。
- 1955年 - 東京農工大学農学部中途退学[2]。
- 1960年 - 青山学院大学文学部卒業[2]。
- 1960年 - 駐日ニュージーランド大使館入職[2]。
- 1962年 - 駐日ニュージーランド大使館退職[2]。
- 1964年 - 東京外国語大学外国語学部卒業[2]。
- 1964年 - 大同工業大学助手[2]。
- 1965年 - 大同工業大学講師[2]。
- 1970年 - ポートランド大学修士課程修了[2]。
- 1970年 - 大同工業大学助教授[2]。
- 1973年 - 大同工業大学退職[2]。
- 1973年 - 静岡薬科大学助教授[2]。
- 1987年 - 静岡県立大学教授[2]。
- 1987年 - 静岡薬科大学教授[2]。
- 2000年 - 静岡県立大学定年退職[2]。
- 2000年 - 静岡県立大学名誉教授[1]。
- 2020年 - 死去。

## 栄典
- 2020年 - 従四位[3]。

## 著作

### 共著
- 小山田義文・小松俊典共著『大学入試英作文問題の攻略』研究社、1975年。全国書誌番号:20624894
- 静岡県立大学国際関係学部英米文化コース編『ことば・文化・社会』静岡県立大学国際関係学部、1999年。全国書誌番号:99088621

### 編纂
- What's happening on campus?, Teruo Yamada et al. (eds.), Bunri, 1972. NCID BA54691962

### 註釈
1. ↑  秋田県立能代南高等学校は、1953年に秋田県立能代高等学校に改組された。
2. ↑  東京農工大学は、2004年に国から国立大学法人東京農工大学に移管された。
3. ↑  文学士の称号は、1991年7月1日以降の学士（文学）の学位に相当する。
4. ↑  東京外国語大学は、2004年に国から国立大学法人東京外国語大学に移管された。
5. ↑  大同工業大学は、2009年に大同大学に改組された。
6. ↑  静岡薬科大学は、静岡女子大学、静岡女子短期大学と統合され、1987年に静岡県立大学が設置された。
7. ↑  静岡県立大学は、2007年に静岡県から静岡県公立大学法人に移管された。